# Inndia
Inndia è un singolo della cantante rumena Inna, scritto e prodotto dai Play & Win, i quali collaborarono anch'essi nel brano medesimo, lanciato l'11 ottobre 2012 come terzo singolo dal terzo album in studio della cantante.

## Pubblicazione
Il brano prima della sua pubblicazione come singolo ufficiale, fu pubblicato prima su YouTube il 28 giugno 2012 con una lyrics video, successivamente il video musicale del singolo è stato pubblicato sempre su YouTube il 19 settembre 2012 ed infine pubblicata ufficialmente su iTunes l'11 ottobre 2012.

## Video musicale
Il videoclip è stato girato da Edward Aninaru, ed è stato caricato sul canale YouTube ufficiale di Inna il 19 settembre 2012. È stato preceduto da un lyric video pubblicato il 28 giugno 2012 sulla stessa piattaforma.
Inizia con la presenza di una donna che fuma e le spogliarelliste che ballano in un club. Inna entra nell'edificio e si siede al bar iniziando una conversazione con la barista. Successivamente, la cantante va a ballare una pole-dance per un uomo che la ammira. Più avanti nel video, si prende cura di una spogliarellista di nome "Inndia" con una cicatrice sul viso, che siede in una vasca accanto a lei immersa in acqua. In un'altra scena Inna osserva segretamente come Inndia viene picchiata dal suo capo violento. Entrambe riescono a fuggire dalla rispettiva stanza dopo che Inna rompe un bicchiere sulla testa dell'uomo. Successivamente, entrano in un altro club dove insieme ad altre ballerine ballano la pole-dance. In breve si vede una ragazza del club seduta su un divano con altre due donne, che scrivono sulla pelle le parole "rock" e "party" con l'eyeliner. Scene tagliate mostrano Inna che indossa lingerie nera su un letto con una donna vestita allo stesso modo.

## Promozione
Inna ha cantato live Inndia a Londra e Istanbul (esibizioni facenti parte della serie di concerti "Rock the Roof"), oltre che alla "Grandma WOW Session".

## Tracce
- Digital Remixes EP (2012)[2]

1. Inndia (Radio Edit) - 3:37
2. Inndia (Ciprian Robu Dubstep Remix) - 3:13
3. Inndia (DJ Turtle Remix Radio Edit) - 3:52
4. Inndia (DJ Turtle Remix) - 5:23
5. Inndia (Fork'n'Knife Remix) - 5:35
6. Inndia (Salvatore Ganacci Remix) - 3:48
7. Inndia (Tony Zampa Mix) - 5:00

- Polonia Digital Remixes EP (2012)[6]

1. Inndia (Radio Edit) - 3:37
2. Inndia (Fork'n'Knife Remix) - 5:35
3. Inndia (Dj Turtle Remix Radio Edit) - 3:52
4. Inndia (Dj Turtle Remix) - 5:23
5. Inndia (Tony Zampa Mix) - 5:00

- Italia Digital Remixes EP (2012)[7]

1. Inndia (Radio Edit) - 3:37
2. Inndia (Fork'n'Knife Remix) - 5:35
3. Inndia (Dj Turtle Remix Radio Edit) - 3:52
4. Inndia (Dj Turtle Remix) - 5:23
5. Inndia (Tony Zampa Mix) - 5:00
6. Inndia (Salvatore Ganacci Remix) - 3:48
7. Inndia (Ciprian Robu Dubstep Remix) - 3:13

## Formazione
- Inna – voce, testo
- Play & Win – voce, testo, arrangiamento, produzione

## Classifiche
| Classifica (2012) | Posizione massima |
| ----------------- | ----------------- |
| Romania           | 10                |

## Date di pubblicazione
| Nazione     | Data            | Formato                    | Etichetta                  |
| ----------- | --------------- | -------------------------- | -------------------------- |
| Romania     | 11 ottobre 2012 | Digital Download e Airplay | Roton Romania              |
| Polonia     | 11 ottobre 2012 | Digital Download           | Magic Records              |
| Svezia      | 11 ottobre 2012 | Digital Download           | Roton Romania              |
| Paesi Bassi | 11 ottobre 2012 | Digital Download           | Spinnin' Records           |
| Italia      | 26 ottobre 2012 | Digital Download           | Do It Yourself Music Group |